# Montoire-sur-le-Loir
Montoire-sur-le-Loir is een gemeente in het Franse departement Loir-et-Cher (regio Centre-Val de Loire). De plaats maakt deel uit van het arrondissement Vendôme. Montoire-sur-le-Loir telde op 1 januari 2022 3.678 inwoners.
Op het treinstation van de gemeente vond in 1940 de ontmoeting van Montoire plaats tussen Adolf Hitler en Philippe Pétain.

## Geografie
De oppervlakte van Montoire-sur-le-Loir bedroeg op 1 januari 2022 21,02 vierkante kilometer; de bevolkingsdichtheid was toen 175 inwoners per km².
De onderstaande kaart toont de ligging van Montoire-sur-le-Loir met de belangrijkste infrastructuur en aangrenzende gemeenten.

## Demografie
Onderstaande figuur toont het verloop van het inwonertal (bron: INSEE-tellingen).